# Futiliteit
Een futiliteit is een object of verschijnsel dat geen wezenlijke bijdrage levert aan een groter geheel, waarmee het concept het tegendeel is van een totaliteit. Binnen de (religieuze) filosofie, de fysica en de kunst komt het begrip voor.

## Scepticisme
Een filosofische stroming waarin het futiel-zijn een belangrijke rol speelt is het scepticisme. De scepticus, die de overtuiging heeft dat echte kennis principieel onmogelijk is, zal een redenering stopzetten, wanneer is aangetoond dat alles onzeker is en in twijfel getrokken dient te worden. Iedere benaderingswijze voor een zoektocht naar waarheid verwordt daarmee tot een onvruchtbare activiteit, omdat de waarheid onkenbaar is.
Klassiek leidt dit tot een 'opschorting van alle oordeel', en daarmee tot nonchalance. Men spreekt ook wel van zinloosheid. Passiviteit is daarom gelijkwaardig aan activiteit. In het licht van zingeving of rechtvaardiging van een specifieke activiteit, maakt een scepticistische levenshouding dat iedere bezigheid futiel is.

## Wijsgerige antropologie
De wijsgerige antropologie onderzoekt de mens aan de hand van begrippen uit de metafysica en probeert vervolgens filosofische uitspraken over de mens te doen. Men stuit onherroepelijk op de vraag wat de waarde van deze filosofische uitspraken is.
Centraal in deze redenering staat de rekbaarheid en onfalsifieerbaarheid van deze uitspraken, en daarmee de wetenschappelijke zinledigheid. Immers, hypothesen kunnen alleen door falsificatie worden weerlegd, terwijl een onfalsificeerbare stelling altijd kan worden volgehouden.
Dit leidt ertoe dat zelfs twee tegenstrijdige uitspraken beiden op hun eigen manier waar (en dus nietszeggend) zijn. Een bijzondere vorm hiervan is wanneer de negatie van een uitspraak onzinnig is.
- Voorbeeld: Cogito ergo sum (“ik denk dus ik ben”), René Descartes. De negatie “ik denk dus ik ben niet” is een lege uitspraak.

## Monotheïstische religie
Inherent aan het theïsme is de term zingeving, waarmee een achterliggende bedoeling van het goddelijke wordt aangeduid. 
Binnen het christendom vindt men dit terug in de God van de gaten, waarmee de onbevredigdheid van het gebrek aan (natuurwetenschappelijke) verklaringen wordt geconcentreerd in één almachtig wezen, de Christelijke God. Enerzijds om het systeem van uitspraken over de wereld sluitend te maken, anderzijds om een oriëntatieloze houding van de gelovige tegenover het onverklaarde weg te nemen. In deze context wordt ook wel gesproken van een gebrek aan teleologie als reden om een levensaspect als futiel te beschouwen.
Zowel in het christendom als in de islam wordt, afhankelijk van de betreffende denominatie, een zekere nadruk gelegd op het begaan van zonden. Dit is een verzamelnaam voor gedragingen die afwijken van de geldende moraliteit binnen de gehanteerde dogmatiek. Veelal wordt het zondebesef gecombineerd met het goddelijke oordeel, of de dag des oordeels, wanneer de wereld ophoudt te bestaan. 
Geloofd wordt dat een ieder die ooit leefde in deze eindtijd wordt beoordeeld op de mate waarin men moreel heeft geleefd, eventueel gevolgd door een goddelijke beloning (een plaats in de hemel verkrijgen) of bestraffing (verdoemd worden naar de hel). 
Binnen religieuze kringen maakt de aanvankelijke vergeefsheid plaats voor een streven naar een morele levensstijl door het individu.

## Zegswijzen
Een opsomming van zegswijzen waarin het begrip futiliteit een rol speelt.
- "Het doet er niet toe." (Futiel zijn.)
- "Slot noch zin hebben." (Geen betekenis hebben.)
- "Dansen voor een blinde, zingen voor een dove." (Totaal nutteloos zijn.)
- "Balken naar Noorwegen brengen." of "Water naar de zee dragen." (Werk verrichten dat zinloos is.)
- "Wat baten kaars en bril, als de uil niet zien en wil." (Hulp bieden aan een ongewillig persoon is zinloos.)
- "Tegen de wind in plassen." (Schadelijk en zinloos werk verrichten.)
- "Voor de prins werken." (Schijnbaar zinloos werk doen.)
- "Je vindt geen appel onder een perenboom." (Zoeken naar het onmogelijke is zinloos.)

Opgemerkt moet worden dat futiliteit vaak wordt vergezeld van een ontmoediging.

## Chaostheorie
Bij de wiskundige bestudering van schijnbaar onvoorspelbare chaos, blijkt dat zelfs oneindig futiele factoren het systeem na eindige tijd wezenlijk beïnvloeden, op een door de begincondities vastgelegde manier. Zie ook het vlindereffect.
Het begrip futiliteit verliest hierbij zijn betekenis.

## Verwaarloosbaarheid
In de natuurwetenschap wordt alom gebruikgemaakt van modelbenaderingen van de studieobjecten, waarbij factoren met geringe invloed op reductionistische gronden worden genegeerd. In jargon spreekt men van verwaarlozing. 
Hoewel vruchtbaar in wetenschappelijke context, leidt deze methode tot een opoffering van de waarheidsclaim en het uiteenvallen van de werkelijkheid in zijn deelaspecten. Omdat toch gestreefd wordt naar een zo compleet mogelijke beschrijving van het studieobject, zal in praktijk getracht worden oversimplificatie te voorkomen door waar mogelijk de futiliteiten alsnog mee te nemen in de beschouwing.
Het uiteindelijke resultaat is een formule of controleerbare uitspraak over het studieobject, die alleen onder precies die omstandigheden geldt waarin de factoren daadwerkelijk futiel zijn.

## Futilisme
Het futilisme is een kunstzinnige stroming die zich voornamelijk richt op conceptuele kunst. Naar aanleiding van het in 1995 geschreven "Futilistic Manifest" door Kristian von Hornsleth, werd ook de "Futilistic Society" opgericht, zodat verschillende manifestaties onder één noemer konden worden gebracht. Werken als de film "Talks on Futilism" (2001) en het schilderij "Rwandada" (2004/2005) draaien volledig om het thema zwartgalligheid. 
Inspiratiebron is de onbeantwoordbare vraag waarom alles is zoals het is. De poëtische tak wordt soms met trans-futilisme aangeduid en is een reactie op het utilitarisme.

## Zinloos geweld
Zinloos geweld is de benaming voor fysiek geweld dat incidenteel is en wordt gekenmerkt door het ontbreken van een duidelijk doel. Het pleonasme wordt ingezet om de onwenselijkheid van geweld in de samenleving te benadrukken.